# Franciszek Ogarek
Franciszek Michał Ogarek (ur. 17 września 1895 w Żabnie, zm. 9–11 kwietnia 1940 w Kalininie) – polski prawnik, kapitan żandarmerii Wojska Polskiego, działacz niepodległościowy, ofiara zbrodni katyńskiej.  

## Biografia
Syn Michała Jana i Marii, urodzony 17 września 1895 w Żabnie. Uczył się w bocheńskim gimnazjum, które ukończył w 1914, a następnie studiował medycynę. Ostatecznie ukończył studia prawnicze i otrzymał tytuł magistra prawa. W 1919 był powiatowym dowódcą żandarmerii w Bochni. Przez wiele lat pełnił funkcję kwatermistrza 2 Dywizjonu Żandarmerii w Lublinie. 
W czasie kampanii wrześniowej 1939 pełnił służbę w Ośrodku Zapasowym Żandarmerii Wojska Polskiego. Po agresji ZSRR na Polskę z 17 września 1939, w nieznanych okolicznościach dostał się do niewoli sowieckiej. W kwietniu 1940 przebywał w obozie jenieckim w Ostaszkowie. Między 8 a 9 kwietnia 1940 został przekazany do dyspozycji naczelnika Zarządu NKWD Obwodu Kalinińskiego – lista wywózkowa nr 016/2 z 5 kwietnia 1940, pozycja 92. Między 9 a 11 kwietnia 1940 został zamordowany w Kalininie (obecnie Twer) przez funkcjonariuszy Obwodowego Zarządu NKWD w Kalininie oraz pracowników NKWD przybyłych z Moskwy na mocy decyzji Biura Politycznego KC WKP(b) z 5 marca 1940. Ofiary tej zbrodni grzebano potajemnie na terenie leśnym, w bezimiennych mogiłach zbiorowych, gdzie od 2 września 2000 mieści się oficjalnie Polski Cmentarz Wojenny w Miednoje. 
5 października 2007 Minister Obrony Narodowej Aleksander Szczygło mianował go pośmiertnie na stopień majora. Awans został ogłoszony 9 listopada 2007 w Warszawie, w trakcie uroczystości „Katyń Pamiętamy – Uczcijmy Pamięć Bohaterów”.

### Życie prywatne
Był mężem Weroniki Tropaczyńskiej-Ogarkowej (1909–1957), pisarki i działaczki ruchu ludowego i oświatowego, oraz ojcem Haliny Ogarek-Czoj, koreanistki (1931–2004). Mieszkał w Lublinie.

## Odznaczenia
- Medal Niepodległości – 29 grudnia 1933 „za pracę w dziele odzyskania niepodległości”[14]
- Srebrny Krzyż Zasługi[2]
- Medal Pamiątkowy za Wojnę 1918–1921[2]
- Medal Dziesięciolecia Odzyskanej Niepodległości[2]
- Brązowy Medal za Długoletnią Służbę[2]